# Liste des gouvernements de Lituanie
| Gouvernement | Gouvernement               | Premier ministre           | Dates du mandat  | Dates du mandat  |
| ------------ | -------------------------- | -------------------------- | ---------------- | ---------------- |
| 1.           | Gouvernement Prunskienè    | Kazimira Danutė Prunskienė | 17 mars 1990     | 10 janvier 1991  |
| 2.           | Gouvernement Šimènas       | Albertas Šimènas           | 10 janvier 1991  | 13 janvier 1991  |
| 3.           | Gouvernement Vagnorius I   | Gediminas Vagnorius        | 13 janvier 1991  | 21 juillet 1992  |
| 4.           | Gouvernement Abišala       | Algirdas Abišala           | 21 juillet 1992  | 26 novembre 1992 |
| 5.           | Gouvernement Lubys         | Bronislovas Lubys          | 12 décembre 1992 | 10 mars 1993     |
| 6.           | Gouvernement Šleževičius   | Adolfas Šleževičius        | 10 mars 1993     | 8 février 1996   |
| 7.           | Gouvernement Stankevičius  | Mindaugas Stankevičius     | 23 février 1996  | 19 novembre 1996 |
| 8.           | Gouvernement Vagnorius II  | Gediminas Vagnorius        | 4 décembre 1996  | 3 mai 1999       |
| 9.           | Gouvernement Paksas I      | Rolandas Paksas            | 1er juin 1999    | 27 octobre 1999  |
| 10.          | Gouvernement Kubilius I    | Andrius Kubilius           | 3 novembre 1999  | 27 octobre 2000  |
| 11.          | Gouvernement Paksas II     | Rolandas Paksas            | 9 novembre 2000  | 20 juin 2001     |
| 12.          | Gouvernement Brazauskas I  | Algirdas Brazauskas        | 4 juillet 2001   | 15 décembre 2004 |
| 13.          | Gouvernement Brazauskas II | Algirdas Brazauskas        | 29 décembre 2004 | 1er juin 2006    |
| 14.          | Gouvernement Kirkilas      | Gediminas Kirkilas         | 18 juillet 2006  | 27 novembre 2008 |
| 15.          | Gouvernement Kubilius II   | Andrius Kubilius           | 9 décembre 2008  | 13 décembre 2012 |
| 16.          | Gouvernement Butkevičius   | Algirdas Butkevičius       | 13 décembre 2012 | En fonction      |
| 17.          | Gouvernement Skvernelis    | Saulius Skvernelis         |                  |                  |